# Fraa Rauscher

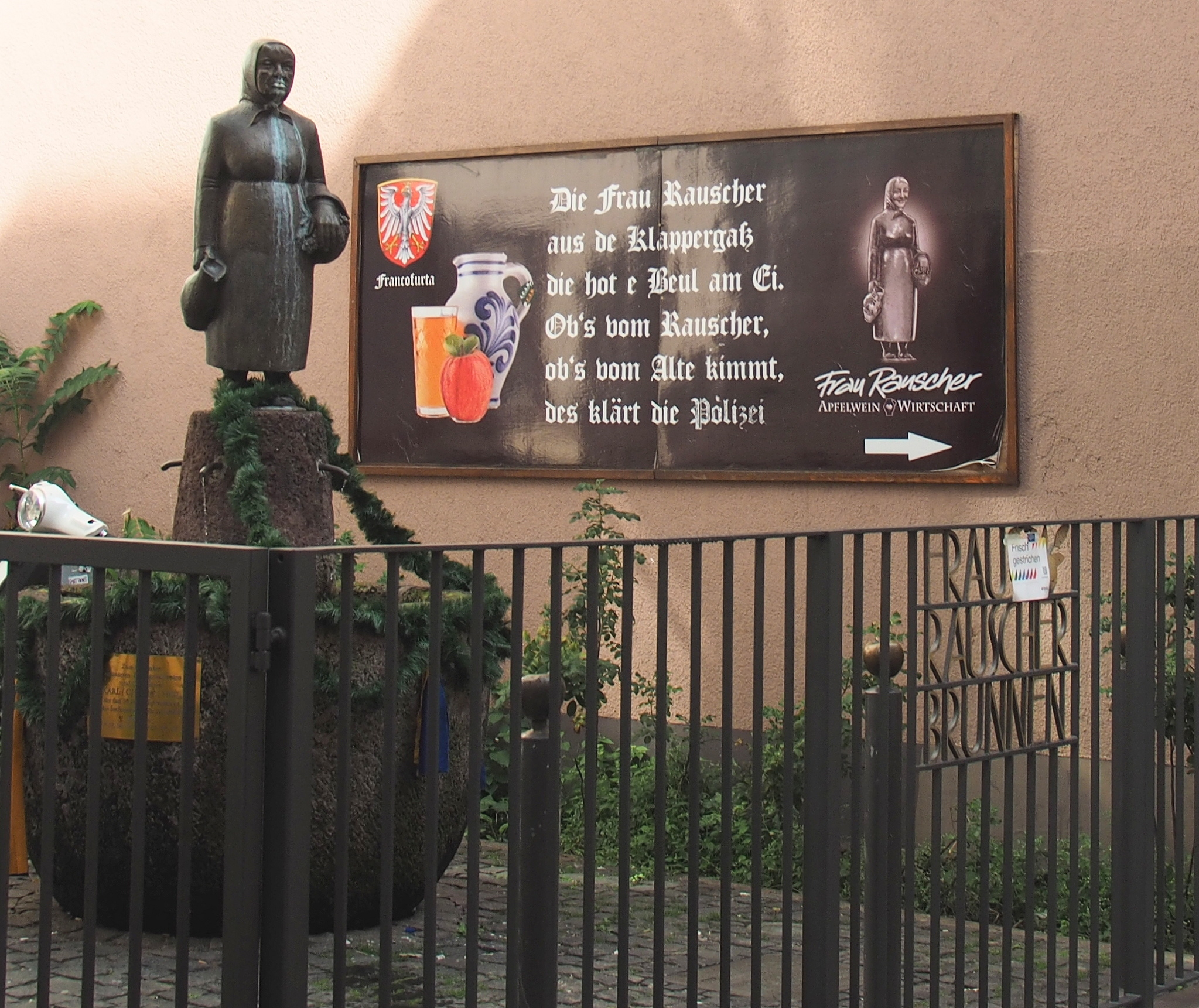
Fraa-Rauscher-Brunnen

Fraa Rauscher (Frau Rauscher) ist ein vermutlich fiktives deutsches Stadtoriginal aus Frankfurt am Main. Die bis 1866 Freie Stadt Frankfurt wurde von Preußen annektiert, die Frankfurter kamen als „Musspreußen“ zur Provinz Hessen-Nassau, ab 1873 nannte sich der Kaiser „Herr von Frankfurt“.

## Name
Der Name Rauscher, der auch tatsächlich als Familienname existiert, enthält eine Anspielung auf den in Sachsenhausen beliebten, noch gärenden jungen Wein bzw. Apfelwein, der nicht nur im Glas „rauscht“, sondern auch bei übermäßigem Genuss heftigen Durchfall verursachen kann.

## Beulenvorfall
Frau Rauscher soll im 19. Jahrhundert in der Frankfurter Klappergass gelebt haben. Die Überlieferung berichtet, dass an einem Sonntagnachmittag die Fraa Rauscher mit einer Beule am Kopf auf der Straße liegend angetroffen und von Jungen verspottet worden sei. Ein übereifriger preußischer Polizist habe diesen Vorfall zum Anlass genommen, die Tatsachen akribisch genau aufzunehmen und hieraus einen Kriminalverdacht zu konstruieren und zu ermitteln, ob die Beule durch ihren Ehemann oder durch den Verlust des Gleichgewichts infolge erhöhten Apfelweinkonsums zustande kam. In diesem Zusammenhang verwendet die Apfelwein-Kelterei Possmann ihren Namen.
Der Vorfall soll am Folgetag im Polizeibericht der Zeitung erwähnt worden sein, was für allgemeine Belustigung über die neue Ordnungsgewalt in Frankfurt gesorgt haben soll.

## Lied
Diese kuriose Geschichte über den Beamteneifer wurde am 12. November 1929 von dem Frankfurter Grafiker Kurt Eugen Strouhs in der ehemaligen Mainzer Weinstube als Gedicht in Frankfurter Mundart vorgetragen und später vom Redakteur und Schriftsteller Norbert Bruchhäuser (Bert Häuser) vertont. Heute ist es wohl das bekannteste Frankfurter Äbbelwoilied.
Der berühmte Refrain lautet:
Die Fraa Rauscher aus de Klappergass, die hot e Beul am Ei,
ob’s vom Rauscher, ob’s vom Alde kimmt, des klärt die Bolizei.
Die Komik des Refrains beruht vor allem auf der doppelten Mehrdeutigkeit der Begriffe "Rauscher" und "Alter". So kann "Rauscher" den jungen, noch gärenden Apfelwein, den Alkoholrausch und auch den Ehemann bezeichnen, während "Alter" sowohl für den Ehemann als auch für den voll vergorenen Apfelwein stehen kann.

### Vollständiger Text
Am Sonndag warn mer dribb de Bach, was hammer do gelacht,
so warn zwaa Eheleut beschleucht unn hawe Krach gemacht.
Uff aamal duds en dumpfe Schlag, die Fraa lieht uff de Gass
unn alle Kinner singe laut, des mecht en Heidespass:
Die Fraa Rauscher aus de Klappergass, die hat e Beul am Ei […]
En Griene hot den Fall geseh' un kimmt im Laafschritt aa.
Der Ehemann ruft ganz erschreckt, ich hab er nix gedaa!
Mei Alt, die kennt kaa Maß un Ziel, die hot zuviel gebaaft,
drumm hot der liewe Herrgott sie mit aaner Beul gestraft.
Die Fraa Rauscher aus de Klappergass, die hat e Beul am Ei […]
Jetzt gehts uffs Bolizeirevier, die Buwe hinerdrei.
Des is en intressanter Fall, des leucht doch jedem ei.
De Kommissar is ganz empeert un segt, des is doch doll.
Der Griene, wie sich des geheert, der gibt zu Protokoll:
Die Fraa Rauscher aus de Klappergass, die hat e Beul am Ei […]
Jetzt wärs genug, die Rauschern hat sich mit ihrm Mann versöhnt,
des kennt mer schon un is mer aach in solche Fäll gewöhnt,
doch so en beeser Zeitungskerl dut mehr als wie sei' Pflicht,
am annern Dag stehts dick un braat im Bolizeibericht:
Die Fraa Rauscher aus de Klappergass, die hat e Beul am Ei […]

## Ehrungen

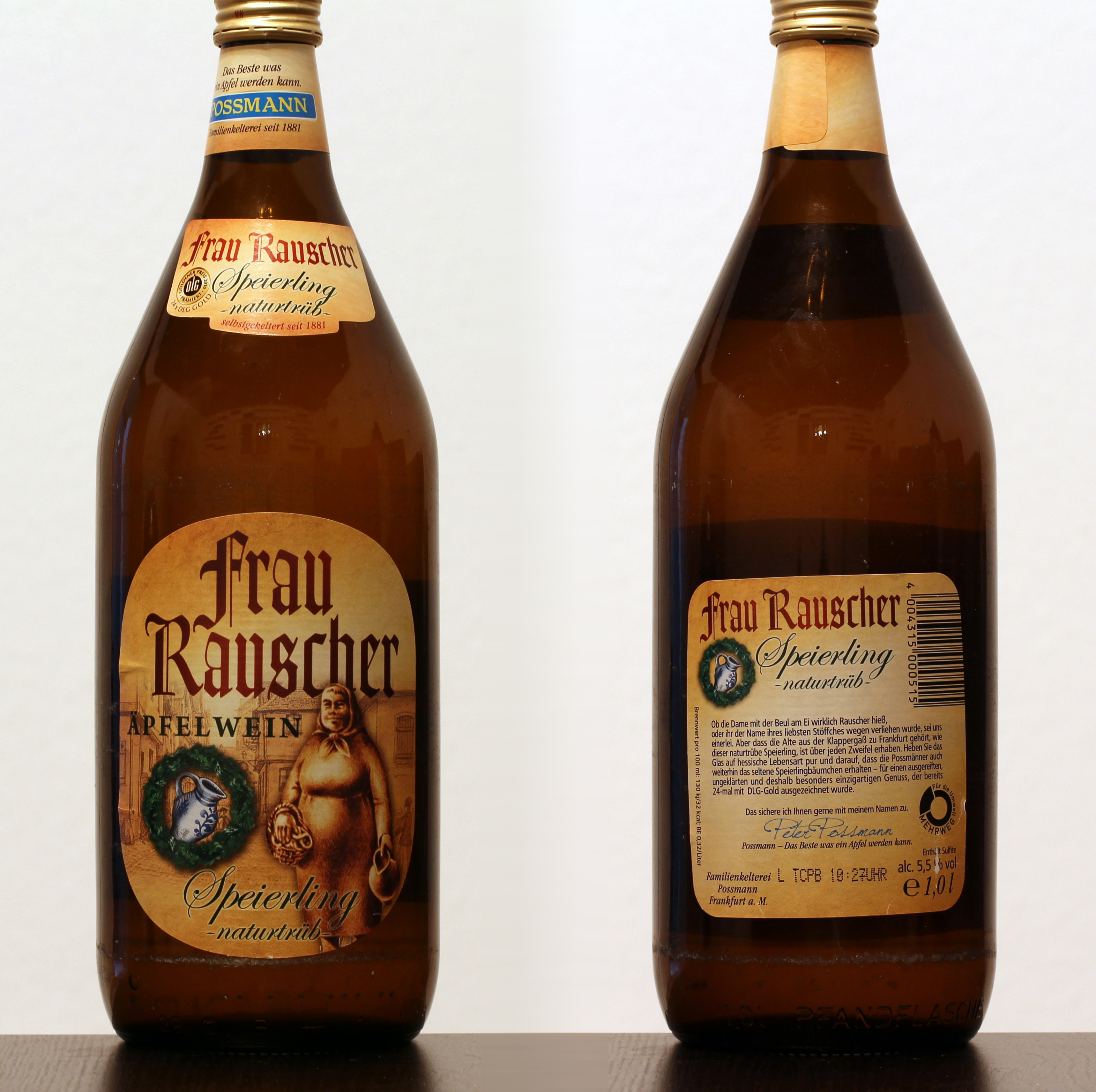
Frau-Rauscher-Apfelwein

- Der Fraa Rauscher wurde 1961 in der Klappergasse ein Denkmal gewidmet, das in unregelmäßigen Abständen aus dem Mund Wasser in Richtung der davor stehenden Touristen spuckt. Dieser Frau-Rauscher-Brunnen stammt vom Bildhauer Georg Krämer.[4]
- Eine Äbbelwoi-Sorte der Kelterei Possmann aus Frankfurt-Rödelheim wurde nach ihr benannt.
- Bei jedem Heimspiel von Eintracht Frankfurt zieht „Fraa Rauscher“ den „Fanclub des Tages“ aus einem Bembel. Dieser Fanclub erhält 50 Liter Äppelwoi und einen Bembel mit dem Fanclubnamen. Die Figur „Frau Rauscher“ wird verkörpert von Marianne Boss, die wiederum zum Carnevalsclub Laternche gehört und dort traditionell an sieben Sitzungen im Saalbau Titus-Forum während der Fastnachtssaison mit einem Büttenvortrag auftritt.
- Der südhessische Autor und Musiker Dieter Adam veröffentlichte auf dem Album Das Frankfurter Herz im Lied von 1973 eine Coverversion von Die Frau Rauscher aus de Klappergass[5]. Mit seiner Band Adam und die Micky’s erwähnt er Frau Rauscher unter anderem in „Da drüwwe geht's nach Sachsehause“ auf dem Album Babbel-Konzert von 1982.[6]
- Die Rodgau Monotones fragten 1984 in "Erbarmen, Die Hesse komme!": Was ist das größte Scratcher-Ass Gegen das Gerausche in der Klappergass?
- Die aus dem Frankfurter Umfeld stammende Band Böhse Onkelz erwähnt Fraa Rauscher in ihrem Lied „Könige für einen Tag“, in dem es um Fußball, Alkohol und Sex geht, mit der Zeile „und mit Frau Rauscher baden“.
- In Berlin-Prenzlauer Berg (Wichertstraße 55, 10439 Berlin) gab es ein Restaurant dieses Namens. Auf der ersten Seite der Speisekarte fand sich die Geschichte von Frau Rauscher wieder. Es wurde auch der gleichnamige Apfelwein serviert.[7] Im Jahr 2024 findet sich jedoch hier der Hinweis Dauerhaft geschlossen.
- Seit Anfang 2014 gibt es nun wieder die Apfelweinwirtschaft „Frau Rauscher“ in der Klappergasse 8 in Frankfurt-Sachsenhausen, direkt neben dem Frau-Rauscher-Brunnen.
- Die Frankfurter Rundschau hat auf der Seite eins ihres Lokal- und Regionalteils eine tägliche Glosse mit dem Namen „Rauscher“, deren Logo Fraa Rauscher zeigt.
- Seit November 2019 steht an einer Kreuzung in Alt-Sachsenhausen eine Fußgängerampel mit einer Darstellung „Fraa Rauschers“ als Ampelmännchen.[8]